# Салманов Салман Мамед-огли
Салманов Салман Мамед Огли — перкусіоніст родом з Азербайджану, з 1987 року проживає в Україні. В 1991-1993 роках грав у гурті «Вій», а в 1997-2009 рр. був учасником гурту Мандри.

## Біографія
Народився 13 серпня 1965 року в місті Баку в Азербайджані в заможній родині. Батько — професор-мікробіолог, консультує американські нафтові компанії: де можна ставити свердловини, а де ні. В 1987 році поїхав в Київ на відпочинок, і вирішив залишитися. Перевівся до київського університету, але диплом так і не отримав. Через переїзд в Україну мав серйозні суперечки з батьками. В 1988 народилася донька Камілла від подруги Алли. У 30 років одружився з художницею Марією Левчишиною. Весілля зіграли в Баку на День Валентина.

## Музична творчість
Салман Салманов — перкусіоніст.
З 1990 по 1993 роки — перкусіоніст у гурті Рутенія.
З 1994 по 1997 рік — учасник гурту Вій.
А з 1997 по 2009 рік був учасником популярного українського гурту Мандри.

## Цікаві факти
- Під час Помаранчевої Революції був на Майдані. Стояв під ізраїльським прапором.
- Батьки — науковці.
- Хоче зробити татуювання герба України на руці.
- Любить подорожувати. Якось за літо наїздив 3200 кілометрів. Був у Туреччині, Карпатах, Криму.
- Згаданий у пісні «Йшов я небом» гурту «Вій». Ліричний герой пісні (очевидно, фронтмен Дмитро Добрий-Вечір) спілкується з Салманом і загиблим барабанщиком гурту Дмитром Підлуцьким. У фіналі пісні Підлуцький повертається до раю, а Салман — «співати до Фоми».